# قاهر (الجميمة)

تعديل مصدري - تعديل

قاهر هي إحدى قرى عزلة الجميمة بمديرية الجميمة التابعة لمحافظة حجة، بلغ تعداد سكانها 613 نسمة حسب تعداد اليمن لعام 2004.